# 神山洋介
神山 洋介 （かみやま ようすけ、1975年5月24日 - ）は、日本の政治家。元衆議院議員（2期）。

## 来歴
神奈川県小田原市出身。湯河原町育ち。こゆるぎ幼稚園（小田原市）を卒園したのちは、湯河原町立湯河原中学校を経て、神奈川県立平塚江南高等学校卒業。
慶應義塾大学法学部政治学科（添谷芳秀ゼミ）を経て、1999年（平成11年）に第一生命保険に入社。
2001年（平成13年）に学生時代に知り合った妻と結婚。2003年（平成15年）に長女、2007年（平成19年）には次女をもうける。
2003年（平成15年）に松下政経塾第24期生として入塾し、2006年（平成18年）に卒業した。
2007年に次期衆院選の民主党公認候補に内定した。2009年（平成21年）の第45回衆議院議員総選挙に神奈川17区から立候補し、元衆議院議長・河野洋平の後継候補である牧島かれんを破り初当選した。
2012年（平成24年）の第46回衆議院議員総選挙では神奈川17区から立候補したが、前回下した牧島に敗れ、比例復活もならず落選した。
2014年（平成26年）の第47回衆議院議員総選挙では神奈川17区から立候補し、牧島に敗れたが比例復活で2年ぶりに国政に復帰。12票少なければ落選しており（惜敗率67.31％）、1996年に比例代表制度が導入されて以来の新記録となった。
2016年（平成28年）民進党の次の内閣でネクスト内閣府特命担当大臣（経済再生、公務員制度改革、国家基本戦略）に就任。
2017年（平成29年）の第48回衆議院議員総選挙では希望の党公認、連合神奈川の推薦を得て立候補するも、牧島に敗れる。惜敗率は71.286％と前回よりも上昇するが、希望の党が比例南関東ブロックで獲得した4議席の中に含まれなかったことから落選が確定した。
2020年（令和2年）10月6日、旧立憲民主党と旧国民民主党の合流新党である「立憲民主党」は常任理事会を開き、神山を神奈川17区総支部長に選任した。
2021年10月31日、第49回衆議院議員総選挙においても比例復活もならず落選。選挙後の11月5日、選挙報告会で支援者らに「政治の一線から身をひき、政治活動にピリオドを打つ」と政界からの引退を表明した。

## 政策
- 人口減少社会に対処するために、財源も含めた地方分権の加速化、財政健全化、長期的視野に立った政策の実施を主張している。キャッチコピーは、「自律と共助の国ニッポンへ」[11]。
- アベノミクスを評価しない
- 消費増税の先送りをどちらかと言えば評価しない[12]。
- 安全保障関連法の成立を評価しない[12]。
- 安倍内閣による北朝鮮問題への取り組みをどちらかと言えば評価しない[12]。
- 共謀罪法を評価しない[12]。
- 安倍内閣による森友学園問題・加計学園問題への対応を評価しない[12]。
- 長期的に消費税率を10％よりも高くすることに賛成[12]。
- 幼稚園・保育所から大学まで教育を無償化すべきだ[12]。
- 財政赤字は危機的水準であるので、国債発行を抑制すべきだ[12]。
- 所得や資産の多い人に対する課税を強化すべきだ[12]。
- 選択的夫婦別姓の導入にどちらかと言えば賛成[12]。
- ひとり親家庭やDINKsなど家族の形は多様でよい[12]。
- 非核三原則を堅持すべきだ[12]。
- 日本の防衛力はもっと強化すべきだ[12]。
- 消費税10%にどちらかと言えば賛成。増えるべき税収の使いみちとして、幼児教育の無償化や高等教育の負担軽減を挙げる[12]。
- 憲法改正にどちらかと言えば賛成。改正すべき項目として、戦争放棄と自衛隊・緊急事態条項・情報公開を挙げる[12]。

## 人物
- 妻、娘2人の4人家族[13]。
- 趣味は二人の娘との釣り。
- 学生時代は慶應義塾大学教授で日本外交研究の権威、添谷芳秀に師事した[14]。
- 専門は、観光政策、地方分権、子育て支援、防災、外交・防衛政策、サイバー政策、インテリジェンス政策等。
- 一期目では、民主党政策調査会のインテリジェンス・NSC分科会の事務局長を務め、民主的統制と情報組織の効率化、サイバー対策に尽力した[15]。
- 在任中、「箱根・湯河原・熱海・あしがら観光圏（愛称：ぐるっと箱根観光圏）」の観光庁認定に尽力。箱根、湯河原、熱海、足柄、小田原において町・市・県の枠を超え、相乗効果を生みだしながら、産業としての観光を育て、ひいては日本の成長を支えようとする取り組み[16]。